# Baja tu látigo (obra de teatro)
Baja tu látigo (en chino, 放下你的鞭子; pinyin, Fàngxià nǐde biānzi), también traducido como Deja tu látigo, es una obra de teatro callejero china de 1931 escrita por Chen Liting durante la era republicana, quien se inspiró en la obra anterior Meiniang del escritor y dramaturgo Tian Han.
Originalmente era una obra antigubernamental, pero se modificó para adoptar un tema antijaponés después de la creciente agresión japonesa contra China. Se convirtió en la obra de teatro callejera más influyente durante la segunda guerra sino-japonesa y se representó innumerables veces en toda China, e incluso en la Casa Blanca para el presidente de Estados Unidos Franklin D. Roosevelt por la actriz Wang Ying. La futura Madame Mao también estuvo entre los muchos artistas que representó esta obra.
La interpretación de Wang Ying de esta obra de teatro inspiró la pintura homónima de Xu Beihong, que en 2007 estableció un récord de venta en una subasta para las pinturas chinas.

## Argumento

### Versión original
Una joven llamada Fragrance (Xiang Jie) y su anciano padre son artistas callejeros pobres y sin hogar. Fragrance canta la canción popular del condado de Fèngyáng Flower-Drum y hace acrobacias en la calle. Se desempeña mal porque está débil por el hambre crónico que sufre. Enojado por el mal desempeño de su hija, el anciano levanta su látigo para castigarla. Un joven, que en realidad es un actor disfrazado, sale rápidamente del público gritando «¡Baja tu látigo!» Y regaña al anciano por abusar de su propia hija. Inesperadamente, Fragrance defiende a su padre y relata la difícil situación de su familia: son refugiados que escaparon de su ciudad natal debido a las inundaciones, los terratenientes explotadores y el gobierno tiránico. Los espectadores están profundamente conmovidos por su desgracia. Al final, el joven se dirige a los espectadores y los exhorta a resistir al gobierno opresivo del Kuomintang: «Debemos resistir a quienes nos obligan a vivir una vida de hambre y falta de vivienda».

### Versión posterior

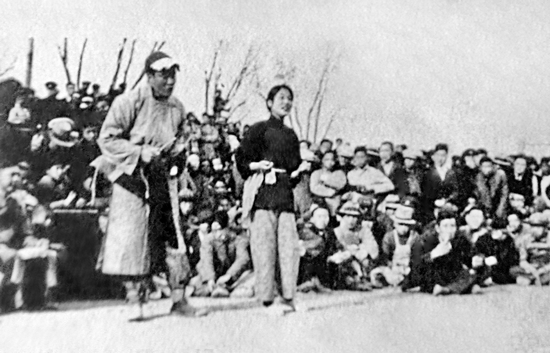
Los actores Zhang Ruifang y Cui Wei en una representación de la obra

Después de la creciente agresión japonesa en el norte de China, y especialmente después del Movimiento 9 de diciembre de 1935, la obra se adaptó para asumir un tema antiimperialista y antijaponés. En lugar de escapar de la opresión del gobierno y las inundaciones, Fragrance y su padre ahora escapan de la brutal ocupación japonesa de Manchuria; y en lugar de apelar a la audiencia a luchar contra el gobierno, el joven insta a sus compatriotas a unirse y defender el país contra la invasión japonesa, o «pronto correremos la misma suerte que nuestros compatriotas en Manchuria». El tema musical principal también se cambió a la «Melodía del dieciocho de septiembre» que lamenta el incidente del 18 de septiembre de 1931 cuando Japón invadió y ocupó Manchuria. También se utilizaron otras canciones patrióticas, incluida la «Marcha de los Voluntarios», que posteriormente se convirtió en el himno nacional de la República Popular China. La ubicación de la ciudad natal de Fragrance siguió cambiando a medida que los invasores japoneses devastaban nuevos lugares. Después de la masacre de Nankín de 1937, la capital china caída, Nankín, se convertiría en su ciudad natal.

## Recepción
El autor de la obra es Chen Liting, entonces un joven maestro de escuela primaria de apenas 21 años que trabajaba y vivía en el condado de Nanhui, en las afueras de Shanghái, para redactar la obra se inspiró en la obra de teatro Meiniang de Tian Han. Sin embargo, Chen no puso su nombre en el guion debido al fuerte matiz antigubernamental de la obra original.
La obra fue un fracaso cuando se estrenó el 10 de octubre de 1931 en Nanhai. Pero después de su adaptación a una obra de teatro patriótica antijaponesa, se convirtió en la obra de teatro callejero más influyente de la guerra chino-japonesa y se representó innumerables veces en toda China durante la guerra. La obra fue representada con frecuencia por artistas aficionados, así como por muchas estrellas famosas. La gran actriz Wang Ying incluso representó una versión en inglés de la obra en la Casa Blanca para el entonces presidente de Estados Unidos Franklin D. Roosevelt, la primera dama Eleanor Roosevelt y muchos diplomáticos. La futura Madame Mao, entonces conocida como Li Yunhe, también estuvo entre los muchos artistas que representó esta obra.
Baja tu látigo ha sido descrito en los medios chinos como una «bomba atómica espiritual» contra los invasores japoneses.

## En el arte

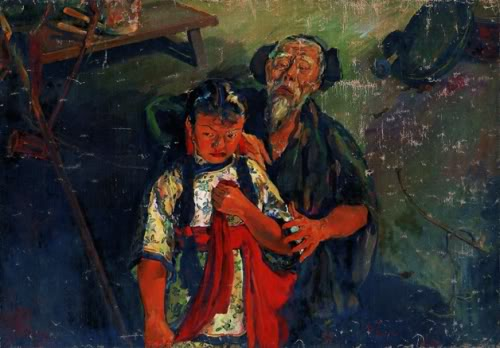
Pintura al óleo de Situ Qiao de 1940 que representa la interpretación de la obra de Wang Ying.

En octubre de 1939, la conocida actriz china Wang Ying interpretó la obra en Singapur. El artista Xu Beihong, que era amigo de la actriz, pintó un retrato de tamaño natural de ella interpretando la obra. En abril de 2007, la pintura se vendió en una subasta por 9,2 millones de dólares estadounidenses, lo que estableció un récord para el precio de subasta más alto jamás pagado por una pintura china.
El artista Situ Qiao también vio la actuación de Wang Ying en Singapur y pintó una versión diferente de la obra en 1940, que se ha convertido en la obra más famosa del pintor.